# Universitatea din Paris
Universitatea din Paris a fost una dintre cele mai importante și mai vechi universități medievale. Apărută în secolul al XII-lea ca școală a Catedralei Notre Dame, ea a fost recunoscută de regele Filip August în anul 1200 și de papa Inocențiu al III-lea în anul 1215. A dobândit rapid un mare prestigiu, îndeosebi în domeniile filosofiei și în domeniul teologiei. Constituită ca o asociație a tuturor colegiilor pariziene situate pe malul stâng al Senei, ea asigura formarea personalului din instituțiile regale (consiliul de stat, parlamente, tribunale, fisc) și ecleziastice (episcopi, abați, personal didactic, medici, cler superior).
Universitatea din Paris, după o lungă perioadă de declin în epoca modernă, a fost suprimată în 1793, în timpul Revoluției Franceze, și înlocuită prin școli superioare specializate în drept, medicină, inginerie, pedagogie etc.
Peste puțin mai mult de un secol, în 1896, Universitatea din Paris a fost reinstituită, pe baze diferite, cu patru facultăți (drept, medicină, litere, științe), iar peste aproape încă un secol, în 1971, ea a fost divizată în treisprezece universități independente.

## Istorie
Universitas magistrorum et scholarum Parisiensis (cuvânt cu cuvânt: „Mulțimea dascălilor și școlarilor din Paris”) este mai întâi o corporație de dascăli și de elevi care apare la Paris, în cursul secolului al XII-lea, drept complement al școlii catedrale de la Notre-Dame. Primul act care îi dă un statut oficial este o cartă din 1200 a regelui Filip August care le acordă tuturor membrilor săi „forul ecleziastic”, adică privilegiul de a fi judecat de către un tribunal ecleziastic și nu civil. Membrii universității sunt cu toții considerați ca fiind cadre, ceea ce nu-i împiedică să fie foarte turbulenți și să provoace incidente în tripourile pariziene. În 1209 o bulă pontificală autorizează universitatea să-și aleagă un ”procurator”, care să o reprezinte legal în fața autorităților. În 1212 i se interzice cancelarului să pretindă magistrului căruia îi acorda licentia docendi să-i depună jurămînt de obediență. În 1215 se recunoaște și studenților dreptul de a se constitui într-o asociație corporatistă. Universitatea a fost recunoscută de papa Inocențiu al III-lea, care studiase acolo, prin bula din 1215, confirmată printr-o alta de către papa Grigore al IX-lea, în 1231. Organizarea învățământului în patru facultăți - drept canonic, medicină, teologie și „arte liberale” (gramatica, retorica, dialectica, aritmetica, geometria, muzica, astronomia) - provine din arbitrajul papal din 1213. Cazarea studenților (școlarilor) și organizarea corpurilor se face în sânul fundațiilor pioase numite «colegii». Universitatea din Paris este un studium general, adică un centru de învățare a tuturor disciplinelor.
În 1229 universitas magistrorum et scholarium declară grevă în semn de protest împotriva abuzurilor poliției regale și hotărăsc să părăsească în masă Parisul. Orașele Angers, Orleans, Toulouse, oferă magiștrilor și studenților excelente condiții de viață și de studiu.(Ultimul oraș, le garantează și deplina libertate de predare și de studiu a filozofiei lui Aristotel, -  învățămînt foarte limitat și chiar interzis la Paris). Chiar și Henric al  III-lea , regele Angliei, îi invită, cu insistență. Dar papa Grigore al IX-lea intervine in favoarea lor pe lăngă regele Franței, Ludovic al IX -lea, și emite faimoasa bulă Parens scientiarium, care confirmă autonomia universității și chiar o extinde -  dar numai față de episcop. 
Profesorii erau grupați pe specialități -  cei care predau teologia, dreptul canonic, medicina și „artele liberale” ;grupări care vor primi numele de ”facultăți”. Facultatea de „arte”(„de litere și filozofie” - am spune astăzi), care avea un număr de studenți mult mai mare decât al celorlalte trei facultăți la un loc, era împărțită - după țara sau regiunea de proveniență a magiștrilor și școlarilor - în patru grupări sau „națiuni” (imitând organizarea studenților bolognezi). În aceste „națiuni” intrau: cei din Francia (denumire care desemna actuala Ile-de-France), precum și pe cei din regiunile Europei Meridionale; cei din Normandia; cei din Picardia - care îi includea și pe cei din Țările de Jos; în fine, cei din Anglia - grupare în care intrau și studenții irlandezi și scoțieni, cei din Germania și țările scandinave, precum și cei veniți din centrul Europei (maghiari, polonezi, cehi). Studenții își puteau alege profesorii examinatori dintre magiștrii din „națiunea” lor.
În secolele al XII-lea și al XIII-lea, era una dintre primele universități din Europa, împreună cu universitățile din Bologna, Oxford, Cambridge, Salamanca, Montpellier și Toulouse.
Universitatea din Paris nu întârzie să devină o adevărată autoritate morală. Doctorii universității se pronunță asupra controverselor faimoase precum taxarea beneficiilor ecleziastice de către Sfântul Scaun și joacă un mare rol în momentul Marii Schsme a Occidentului (1378-1417). Cancelarul Universității din Paris, Jean de Gerson, a animat, Conciliul de la Konstanz (1414-1418), care a pus capăt schismei. În timpul Războiului de o sută de ani, Universitatea din Paris i-a susținut pe englezi și partida burgundă, și a aprobat execuția Ioanei d'Arc.